# Wojdyty
Wojdyty (deutsch Schweden) ist ein Ort in der polnischen Woiwodschaft Ermland-Masuren. Er gehört zur Landgemeinde Lidzbark Warmiński (Heilsberg) im Powiat Lidzbarski (Kreis Heilsberg).

## Geographische Lage
Wojdyty liegt am Ostufer der Alle (polnisch Łyna) im nördlichen Westen der Woiwodschaft Ermland-Masuren, fünf Kilometer nordöstlich der Kreisstadt Lidzbark Warmiński (Heilsberg).

## Geschichte
Der kleine Ort namens Woyditten – erst um 1785 Schweden genannt – kam 1874 zum neu errichteten Amtsbezirk Roggenhausen (polnisch Rogóż) im ostpreußischen Kreis Heilsberg, Regierungsbezirk Königsberg. Das Gut Schweden zählte im Jahre 1910 25 Einwohner.
Am 30. September 1928 verlor das Dorf Schweden seine Eigenständigkeit, als es zusammen mit dem Nachbarort Maraunen (polnisch Morawa) nach Roggenhausen eingemeindet wurde.
Im Zusammenhang der Abtretung des gesamten südlichen Ostpreußen 1945 in Kriegsfolge an Polen erhielt Schweden die polnische Namensform „Wojdyty“. Der Ort ist heute część wsi Rogóż (= „Teil des Dorfs Rogóż“) innerhalb der Gmina Lidzbark Warmiński (Landgemeinde Heilsberg) im Powiat Lidzbarski (Kreis Heilsberg), von 1975 bis 1998 der Woiwodschaft Olsztyn, seither der Woiwodschaft Ermland-Masuren zugehörig.

## Religion
Wojdyty gehört heute wie bereits Schweden bis 1945 zur römisch-katholischen Pfarrei Rogóż (Roggenhausen), jetzt im Erzbistum Ermland gelegen.
Bis 1945 war Schweden außerdem in die evangelische Kirche Heilsberg in der Kirchenprovinz Ostpreußen der Kirche der Altpreußischen Union eingegliedert. Heute gehört Wojdyty zur Diözese Masuren der Evangelisch-Augsburgischen Kirche in Polen.

## Verkehr
Wojdyty ist von Rogóż (Roggenhausen) aus direkt zu erreichen. Bis 1992 war Roggenhausen resp. Rogóż auch die nächste Bahnstation. Sie lag an der heute nicht mehr existierenden Bahnstrecke Heilsberg–Bartenstein–Friedland–Wehlau.